# Yang Huaiding
Yang Huaiding (kinesiska: 杨怀定, pinyin: Yáng Huáidìng), född 1950 i Zhenjiang, död 13 juni 2021, var en kinesisk affärsman och investerare. Han sågs som Kinas första privata investerare efter att han 1988 gjort stora vinster på handel med kinesiska statsobligationer efter att marknaden öppnats upp. Yang upptäckte en möjlighet till arbitrage som han kunde utnyttja genom att resa runt mellan de städer där obligationshandel var möjligt. Tack vare sina investeringsframgångar fick han smeknamnet Yang Baiwan (kinesiska: 杨百万), på svenska ungefär Yang Miljoner.

## Biografi
Yang Huaiding föddes i Zhenjiang i Jiangsu-provinsen. Under Kulturrevolutionen var han aktiv som rödgardist i Shanghai.
I slutet av 1980-talet, när Deng Xiaoping genom ekonomiska reformer började öppna upp den kinesiska ekonomin, var han lagerarbetare på ett stålverk i Shanghai. Trots att lönen bara var 41 yuan per månad hade han ändå lyckats spara ihop 20 000 yuan genom bland annat extraarbete. Yang letade efter möjligheter att förränta sitt sparkapital och när Kina öppnade upp möjligheten att handla med statsobligationer den 21 april 1988 köpte han genast obligationer för alla sina besparingar som han sedan sålde några timmar senare med en vinst på 800 yuan.
Snart upptäckte Yang en möjlighet till arbitrage på obligationsmarknaderna. Handeln med obligationer var möjlig i sju städer, men priserna sattes lokalt. Yang studerade pristabellerna i dagstidningarna och fann att priserna varierade mellan närliggande städer. I de mindre städerna fanns ett överskott av obligationer, vliket ledde till att priserna pressades ner där. En av anledningarna var att vissa arbetare fick en del av sin lön i statobligationer, som de genast sålde för att få kontanter. Yang tog en stor mängd kontanter i en väska — något bankkonto hade han inte — och satte sig på tåget till Hefei i Anhui-provinsen. Genom denna form av handel kunde Yang tjäna ihop en miljon yuan, som han kallade sin första ”kruka med guld”.
När Shanghaibörsen öppnade 1990 var Yang åter snabb att börja handla med aktier. Hans första investering gjordes i ett företag som tillverkade vakuumrör till tv-apparater. När han några månader senare sålde sitt innehav hade det ökat mångdubbelt i värde. Den snabba kursutvecklingen under det tidigade 1990-talet gjorde att den som var med tidigt kunde tjäna stora pengar fram till 1993 när bubblan sprack. När Shanghaibörsen kraschade hade Yang sålt sitt innehav strax före, något som bidrog ytterligare till hans rykte som kunnig investerare. Yang fick en stor följarskara som hungrade efter hans investeringsråd; han skrev flera böcker och fick även föreläsa för MBA-studenter vid det prestigefyllda Pekinguniversitetet.
Yang paketerade ofta sina investeringsråd i slagkraftiga oneliners, som ”sälj när det är fullt av cyklar framför börsen”, vilket syftade på att när småspararna, som i Kina då tog sig fram med cykel, hoppar på så närmar sig börsrallyt sannolikt sin topp. Sin egen framgång beskrev Yang som att han var den som hade ”vågat äta krabba”, syftande på en kinesisk berättelse om hur krabbor skrämmer människor som aldrig sett dem tidigare, till dess att en man provade att tillaga och äta krabba och lärde sina medmänniskor att äta krabba.